# Quận Nassau, New York
Quận Nassau (tiếng Anh: Nassau County) là một quận trong tiểu bang New York, Hoa Kỳ. Quận lỵ là thành phố Mineola 6. Theo điều tra dân số năm 2000 của Cục điều tra dân số Hoa Kỳ, quận này có dân số 1.334.544 người 2.

## Thông tin nhân khẩu
Theo tra dân số 2 năm 2000, quận đã có dân số 1.334.544 người, 447.387 hộ gia đình, và 347.172 gia đình cư trú tại quận. Mật độ dân số là 4.655 người cho mỗi dặm vuông (1.797 / km ²). Đã có 458.151 đơn vị nhà ở mật độ trung bình 1.598 cho mỗi dặm vuông (617/km ²). Cơ cấu chủng tộc của quận là 79,30% người da trắng (73,95% người da trắng không phải Tây Ban Nha), 10,01% người Mỹ gốc Phi, 0,16% người Mỹ bản địa, 4,73% châu Á, Thái Bình Dương 0,03%, 3,57% từ các chủng tộc khác, và 2,12% từ hai hoặc nhiều chủng tộc. Tây Ban Nha hoặc La tinh của chủng tộc nào chiếm 10,09% dân số.
Vào năm 2000, có khoảng 207.000 người Do Thái ở quận Nassau, chiếm 15,5% dân số, (so với 2,0% tổng dân số Hoa Kỳ). Người gốc Ý chiếm một tỷ lệ lớn trong dân số Nassau. Năm dân tộc hàng đầu là 23% người Ý, 14% người Ai Len, người Đức 7%, 5% người Mỹ và Ba Lan 4%. Theo Cục điều tra dân số, dân số của quận đã giảm nhẹ với 1.351.625 người vào năm 2008, mặc dù dân số đã tăng lên 1.356.867 người năm 2004. Dân số quận này đông nhất là vào cuộc điều tra năm 1970.
Có 447.387 hộ gia đình, trong đó 35,30% có trẻ em dưới 18 tuổi sống chung với họ, 63,10% các cặp vợ chồng đã kết hôn sống với nhau, 10,90% đã có một nữ chủ hộ không có mặt chồng, và 22,40% là không gia đình. 18,80% hộ gia đình đã được tạo thành từ các cá nhân và 9,40% có một người nào đó sống một mình 65 tuổi trở lên. Quy mô hộ gia đình trung bình là 2,93 và kích cỡ gia đình trung bình là 3,34.
Trong độ tuổi dân cư gồm 24,70% ở độ tuổi dưới 18, 7,30% 18-24, 28,90% 25-44, 24,00% 45-64, và 15,00% từ 65 tuổi trở lên đã được người. Độ tuổi trung bình là 38 năm. Đối với mỗi 100 nữ, đã có 92,80 nam giới. Đối với mỗi độ tuổi phụ nữ và hơn 100 18, đã có 89,00 nam giới.
Thu nhập trung bình của một hộ gia đình trong quận đã được 72.030 USD, và thu nhập trung bình cho một gia đình là 81.246 USD (những con số này đã tăng lên 87.658 USD và 101.661 USD tương ứng như của một ước tính năm 2007 [21]). Phái nam có thu nhập trung bình 52.340 USD so với 37.446 USD cho phái nữ. Thu nhập bình quân đầu người cho quận là 32.151 USD. Có 3,50% gia đình và 5,20% dân số sống dưới mức nghèo khổ, trong đó có 5,80% những người dưới 18 tuổi và 5,60% của những người 65 tuổi hoặc hơn.